# Wildhaus-Alt St. Johann
Wildhaus-Alt St. Johann é uma comuna da Suíça, situada no distrito de See-Gaster, no cantão de São Galo. Tem 87,53 km² de área e sua população em 2018 foi estimada em 2.625 habitantes.
Foi criada em 1 de janeiro de 2010, a partir da fusão das antigas comunas de Alt St. Johann e Wildhaus.